# Virslīga 1993
L'edizione 1993 della Virslīga fu la 2ª del massimo campionato lettone di calcio dalla ritrovata indipendenza e la 19ª con questa denominazione; vide la vittoria finale dello Skonto Rīga, giunto al suo secondo titolo.
Capocannoniere del torneo fu Aleksandrs Jeļisejevs (Skonto Rīga), con 20 reti.

## Stagione

### Novità
Le due retrocesse della precedente stagione non furono rimpiazzate da alcuna società: infatti il Decemvīri, neopromosso, per problemi economici non si iscrisse; pertanto il numero di squadre partecipanti scese da dodici a dieci.

### Formula
Il campionato era formato da dieci squadre che si incontrarono in gare di andata e ritorno per un totale di 18 turni; erano assegnati due punti alla vittoria, un punto al pareggio e zero per la sconfitta.
Le ultime due classificate retrocessero in 1. Līga 1994.

## Squadre partecipanti
| Club             | Città      | Stagione precedente |
| ---------------- | ---------- | ------------------- |
| Auseklis         | Daugavpils | 7° in Virslīga      |
| Gauja Valmiera   | Valmiera   | 10° in Virslīga     |
| Olimpija Liepāja | Liepāja    | 6° in Virslīga      |
| Olimpija Rīga    | Riga       | 5° in Virslīga      |
| Pārdaugava       | Riga       | 4° in Virslīga      |
| RAF Jelgava      | Jelgava    | 2° in Virslīga      |
| Skonto           | Riga       | Campione lettone    |
| Vairogs Rēzekne  | Rēzekne    | 9° in Virslīga      |
| VEF-Zenta        | Riga       | 3° in Virslīga      |
| Vidus Riga       | Riga       | 8° in Virslīga      |

## Classifica finale
|                     | Pos. | Squadra          | Pt | G  | V  | N | P  | GF | GS | DR  |
| ------------------- | ---- | ---------------- | -- | -- | -- | - | -- | -- | -- | --- |
| Lettonia (bandiera) | 1.   | Skonto           | 34 | 18 | 17 | 0 | 1  | 63 | 7  | +56 |
|                     | 2.   | Olimpija Rīga    | 26 | 18 | 12 | 2 | 4  | 31 | 17 | +14 |
|                     | 3.   | RAF Jelgava      | 26 | 18 | 12 | 2 | 4  | 34 | 11 | +23 |
|                     | 4.   | Pārdaugava       | 24 | 18 | 10 | 4 | 4  | 29 | 13 | +16 |
|                     | 5.   | Auseklis         | 19 | 18 | 7  | 5 | 6  | 22 | 17 | +5  |
|                     | 6.   | Vidus Riga       | 19 | 18 | 6  | 7 | 5  | 19 | 13 | +6  |
|                     | 7.   | Olimpija Liepāja | 12 | 18 | 3  | 6 | 9  | 24 | 46 | -22 |
|                     | 8.   | VEF-Zenta        | 10 | 18 | 3  | 4 | 11 | 15 | 29 | -14 |
|                     | 9.   | Vairogs Rēzekne  | 9  | 18 | 3  | 3 | 12 | 12 | 36 | -24 |
|                     | 10.  | Gauja Valmiera   | 1  | 18 | 0  | 1 | 17 | 14 | 74 | -60 |

### Verdetti
- Skonto Rīga Campione di Lettonia 1993 e qualificato al turno preliminare di Coppa UEFA.
- Olimpija Riga qualificata alla Coppa delle Coppe come vincitrice della Coppa di Lettonia 1994.
- Vairogs e Gauja retrocesse in 1. Līga 1994.

## Statistiche

### Classifica cannonieri
| Gol |  |  | Giocatore              | Squadra       |
| --- |  |  | ---------------------- | ------------- |
| 20  |  |  | Aleksandrs Jeļisejevs  | Skonto        |
| 10  |  |  | Vjačeslavs Ževņerovičs | Auseklis      |
| 8   |  |  | Andrejs Štolcers       | Olimpija Rīga |
| 7   |  |  | Rihards Butkus         | Pārdaugava    |